# Kladnoite
La kladnoite è un minerale composto da ftalimmide la cui descrizione è stata pubblicata nel 1942.
Il nome del minerale è  stato attribuito in base al luogo di scoperta, il bacino carbonifero di Kladno, in Boemia.

## Morfologia
La kladnoite si presenta sotto forma di cristalli allungati.

## Origine e giacitura
Il minerale si forma come prodotto di incendi su cumuli di carbone.

## Caratteristiche chimico-fisiche
- Peso molecolare: 1471,1[3]-1471,13 grammomolecole[2]
- Volume di unità di cella: 349,36 Å³[1]-650,3 Å³[3]
- Molecole per unità di cella: 4[3]
- Birifrangenza: δ: 0254[1][3]
- dispersione: forte[3]
- Indici di rifrazione: 1,501 | 0 | 0 | 0 | 0 | 0[3]
- Densità di elettroni: 1,55 g/cm³[2]
- Indici quantici[2]:
  - Fermioni: 0,1
  - Bosoni: 0,9
- Indici di fotoelettricità[2]:
  - PE: 0,22 barn/elettrone
  - ρ: 0,34 barn/cm³
- Indice di radioattività GRapi: 0 (Il minerale non radioattivo)[2]